# 王律翔
王律翔（1997年12月21日—）是臺灣男子籃球運動員，場上主打後衛位置，現效力於P. LEAGUE+台鋼獵鷹。

## 學生生涯
王律翔於西園國小畢業後就讀金華國中，成為金華國中二連霸的冠軍班底。2013年8月，王律翔從國中畢業後，隨著學長吳永盛的腳步，和隊友東方譯慷、陳振傑、莊凱閎一同前往美國就讀李學院。高中畢業後，王律翔到預校（Prep School）等待一年。2017年4月，王律翔表示獲得NCAA一級的缅因大学提供非籃球獎學金「Presidential Scholarship」。2017–18年賽季，王律翔成為紅衫軍（redshirt）且右手掌骨折而未出賽。2018–19年賽季，王律翔共出賽11場、共38分鐘，總計攻下10分。2019年7月，NAIA的亨廷頓大學宣佈迎來王律翔入隊。2020年3月，王律翔因為隊友確診2019冠状病毒病而選擇返回臺灣採線上課程方式完成學業，之後改就讀中州科技大學，參賽大專籃球聯賽（UBA）。

## 職業生涯
2021年7月22日，王律翔於2021年P. LEAGUE+新人選秀會第一輪第六順位被臺北富邦勇士選中。8月12日，王律翔與臺北富邦勇士簽下2+1年新秀合約。10月27日，王律翔被臺北富邦勇士交易至高雄鋼鐵人，換回2022年新人選秀會第一輪選秀權。
2024年8月1日，王律翔加盟台灣職業籃球大聯盟臺北台新戰神。
2025年7月11日，臺北台新戰神將王律翔交易至台鋼獵鷹，換取現金。

## 國家隊生涯
2013年8月，王律翔入選2013年U16亞青賽中華男籃17人培訓大名單，但與一同入選的東方譯慷和陳振傑赴美就讀高中。2020年8月，王律翔入選2021年夏季世界大學運動會中華男籃24人培訓大名單。2022年2月21日，王律翔入選中華男籃參加2023年世界盃籃球賽亞洲區資格賽。

## 外部連結
- 王律翔的Instagram帳戶
- 王律翔在fiba.basketball（英语）
- 王律翔在P. LEAGUE+官網
- 王律翔在台灣職業籃球大聯盟官網
- 王律翔在Sports-Reference.com（NCAA）（英语）
- 王律翔在Eurobasket.com（球員）（英语）
- 王律翔在Proballers（英语）
- 王律翔在RealGM（球員）（英语）
- 王律翔在Flashscore（英语）